# Thallarcha irregularis
Thallarcha irregularis är en fjärilsart som beskrevs av Lucas 1890. Thallarcha irregularis ingår i släktet Thallarcha och familjen björnspinnare. Inga underarter finns listade i Catalogue of Life.